# Opuntia pilifera
Opuntia pilifera är en kaktusväxtart som beskrevs av Frédéric Albert Constantin Weber. Opuntia pilifera ingår i släktet fikonkaktusar, och familjen kaktusväxter. Inga underarter finns listade i Catalogue of Life.

## Bildgalleri

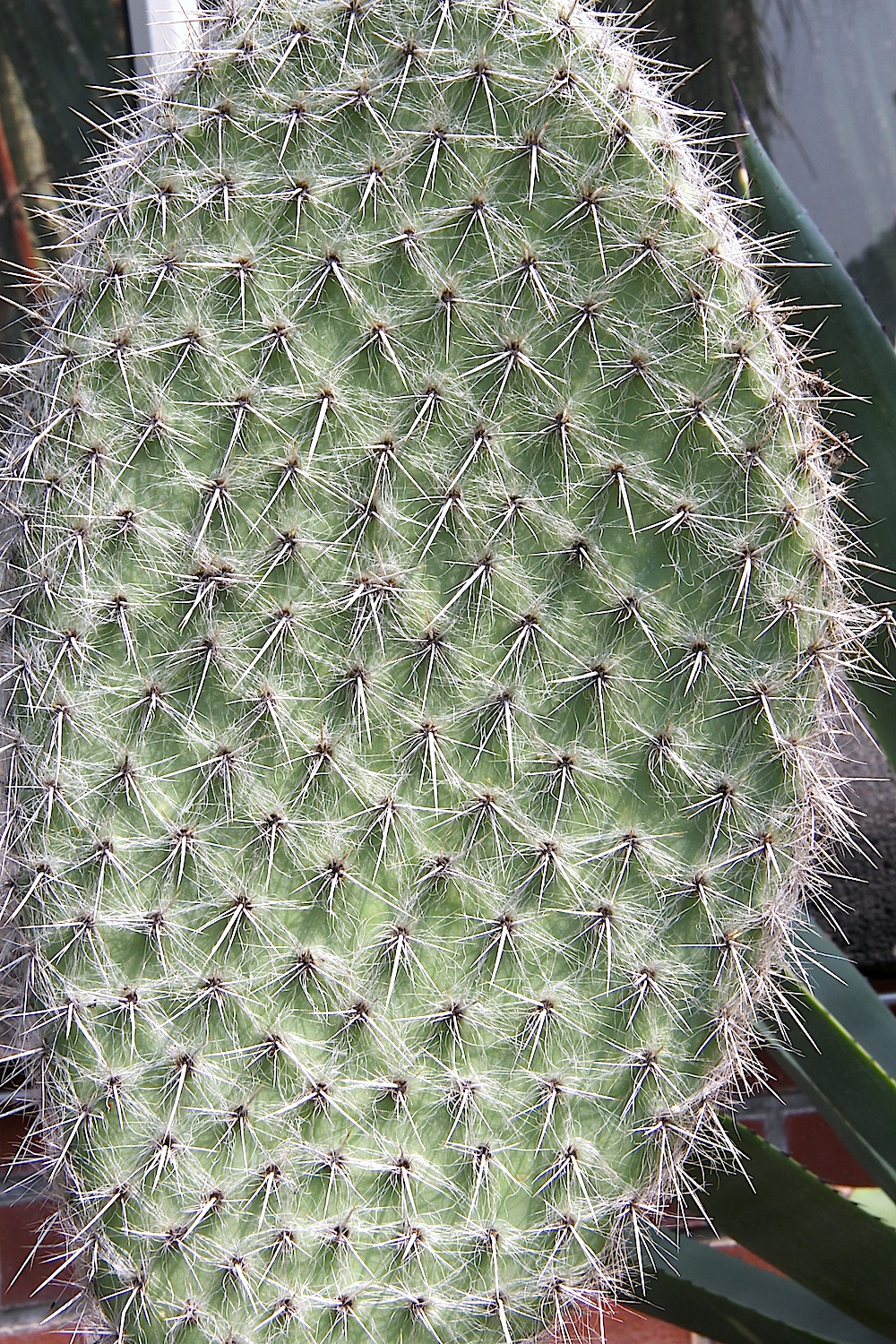
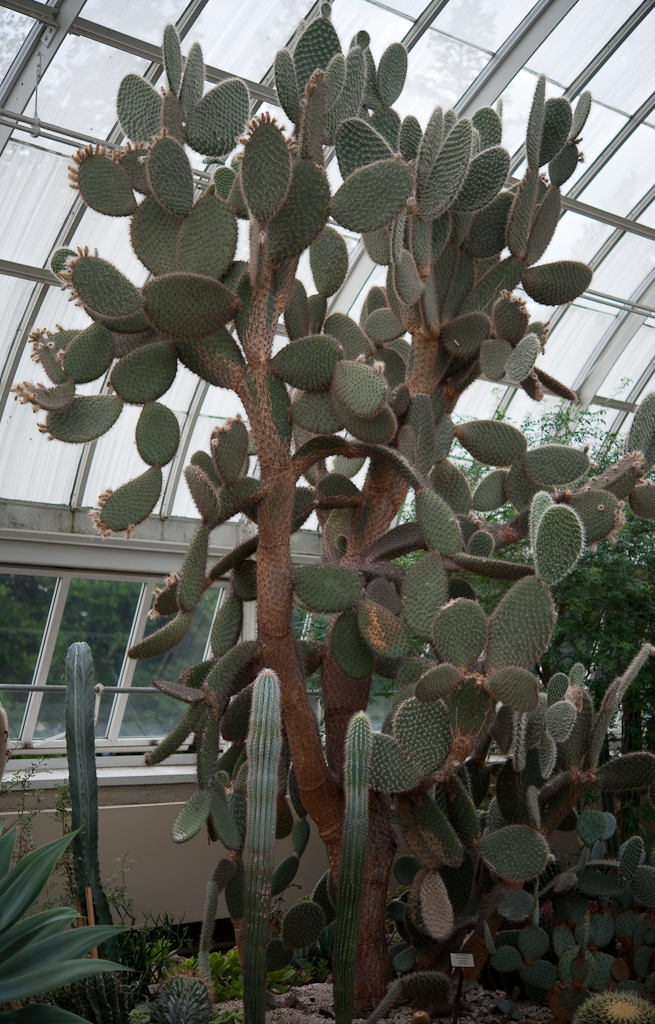